# Tanai csata
Tanai csata: 1543. február 21-én a portugál-abesszin sereg és az adali-török sereg összecsapása a Tana-tó mellett, Etiópiában.
A terjeszkedő Adal uralkodójával szemben 1541-42-ben az abesszinok a portugáloktól kértek segítséget, akik mintegy 4-500 muskétást küldtek segítségül. Ahmed Grán adali fejedelem akinek eddig is egy török csapat állt rendelkezésére, még újabb oszmán, arab és albán muskétásokat, valamint ágyúkat szerzett a harcra.
Most Galavdevosz etióp uralkodó összeszedte megmaradt seregét és az életben maradt portugálokat, s a Tana-tó melletti csatában leverték az adaliakat és török szövetségeseiket. A portugálok a csatában küzdő 200 oszmán muskétásból 160-at megöltek.